# 斯賓塞·富勒頓·貝爾德
斯賓塞·富勒頓·貝爾德（英語：Spencer Fullerton Baird，1823年2月3日—1887年8月19日）是美國博物學家、鳥類學家和魚類學家。他曾在1878年至1887年任史密森學會的第二任秘書。他一生中寫過1,000多份報告，並且致力於擴大史密森學會的自然歷史藏品，到他去世時藏品數量已經從開始的6,000件增加到200多萬件。

## 早年生活與教育
1823年，斯賓塞·富勒頓·貝爾德生於賓夕法尼亞的雷丁。年輕時從他的兄弟威廉，一個獵鳥人，那裡自學成為博物學家。並且在約翰·詹姆斯·奧杜邦的指導下學會了如何繪製鳥類的科學插畫。在對自然的愛好上，他的父親對他也有不小的影響，他們兩人一起散步、做園藝。貝爾德10歲時，其父死於霍亂。小時候他曾在馬里蘭州Port Deposit的諾丁漢學院以及賓夕法尼亞州卡莱尔的公立學校上學。
貝爾德在狄金森學院獲得了學士和碩士學位（1840年）。畢業后前往紐約市內外科醫師學院學習醫學。兩年後重新回到卡萊爾。1845年開始在迪金森學院教授博物學。在迪金森的時候，他經常做一些研究、搜集旅行並和別的植物學家交流標本。1846年與瑪麗·海倫·邱吉爾結婚，1848年，他們的女兒露西·亨特·貝爾德出生。1848年，因為探索化石和在賓夕法尼亞東南部自然歷史方面的研究受到了史密森學會的一次表彰。1849年，史密森學會以75美元的價格雇用他為他們搜集、打包、運送標本。在此期間他遇見了史密森學會的秘書約瑟夫·亨利，二者後來成爲同事。1840年代，貝爾德徒步遊歷了美國中部和東北部的大部份地區，他1842年獨自行走的里程達2,100英里（約3,380公里）。

## 職業生涯

### 史密森學會
1850年，貝爾德任史密森學會的第一任館長和美国科学促进会的常務書記，在後一職位上呆了三年。他加入後帶來了兩個他個人收藏的火車車廂，並計劃為學會建立一個關於美國自然歷史的博物館。貝爾德創建了一個收集者網絡以與其他收藏者交換藏品，同時也從為陸軍和海軍那裡搜集到了很多來自密西西比河以西和墨西哥灣的珍稀動植物化石。貝爾德將標本複製品送往全國各地的其他博物館，以交換史密森學會需要的副本。
後來他成爲了僅次於約瑟夫·亨利的助理部長。作為助理，貝爾德也幫助做一些出版物和期刊交換工作，用以提供世界各地科學家平時難以取得的資料。他支持威廉·史蒂波生、羅伯特·肯尼卡特、Henry Ulke和亨利·布萊恩特的工作。自1855年任助理部長開始，貝爾德就開始和部長亨利一起提供科學家們設備和物品以方便美國和墨西哥邊境調查。1856年獲狄金森學院物理學博士學位。1852年和1857年，他獲得了國家科學促進機構（National Institute for the Promotion of Science）的藏品，不過直到1858年這些都沒能成為史密森學會的永久收藏品。1856年，貝爾德同亨利一起出席了亞伯拉罕·林肯的葬禮。1870年，貝爾德前往馬薩諸塞州伍茲霍爾度假，在那裡他迷上了海事研究，並計劃前往新斯科舍省和新英格蘭探險。

### 美國魚類委員會和美國國家博物館

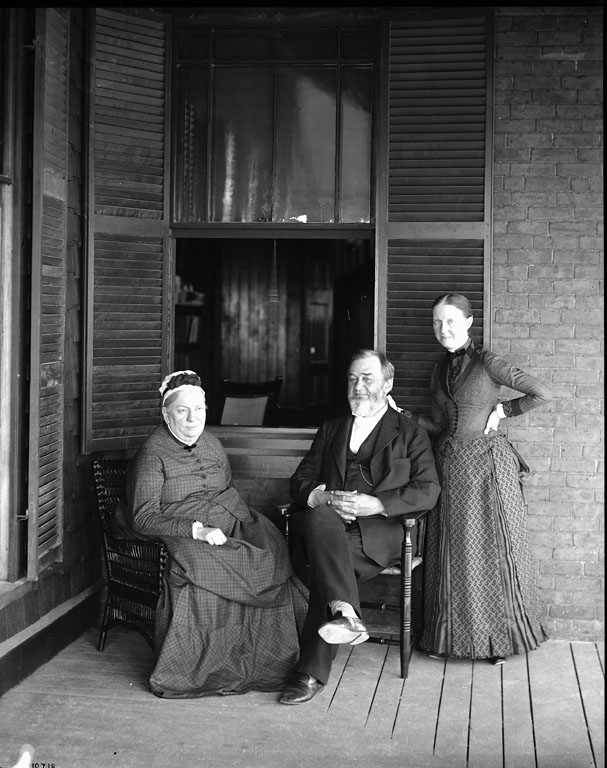
貝爾德和他的妻女在馬薩諸賽州伍德霍爾，在這裡他迷上了魚類學

1871年2月25日，尤利西斯·辛普森·格蘭特任命貝爾德為鱼类及渔业委员会長官，後來他一直在這個職位上工作到去世。在貝爾任內，這個委員會開始了向美國河流及湖泊中補充因人類濫捕而數量劇減的
鮭魚及其他食用魚。1882年，信天翁號（USS Albatross）研究船在他任內起航。貝爾德在發展美國魚類和漁業政策上極其積極，他使得今日伍德霍爾得以成爲學術重鎮。
1872年，貝爾德任美國國家博物館館長，志在擴大博物館館藏。貝爾德是《北美鳥類史》的主要作者，該書發行於1874年，在今天的鳥類學領域中佔據重要地位。貝爾德設計了百年博覽會（Centennial Exposition）中的所有美國展櫃，其中數個獲獎。在展覽會結束后，貝爾德成功地勸說了其他與會者將其藏品捐給史密森學會。最後總共得到4,000余箱物品，裝滿了62節貨車車廂。當時的收穫是如此巨大以至於1879年美國國會專門批准建立了一個國家博物館，即今天的藝術與工業館來收藏這些東西。

### 史密森學會第二任秘書
1878年5月13日，約瑟夫·亨利去世，5月17日，貝爾德便成爲了史密森學會第二任秘書。史密森學會大樓免費給他居住，但是他拒絕了，只是把建築東翼作為辦公場所。他在整個建築中都安了電話。這一年，瑞典國王授予他圣奧拉夫指揮官勛章。1883年，儘管由於職位所限沒能去參加會議，他任仍然被一致推選為美國鳥類學家聯盟的創始人。1887年2月間，貝爾德以“intellectual exertion”為由請了病假。塞繆爾·P·蘭利任代理秘書。

## 去世及其遺產
斯賓塞·富勒頓·貝爾德死於1887年8月19日，在他死後，藝術與工業館被披上了哀悼布以悼念他的逝世，約翰·威斯利·鮑威爾在其葬禮上致辭。最終貝爾德被葬在橡樹丘公墓。
貝爾德的妻子瑪麗將他的全部集郵都捐獻給了國家博物館，他的文件則收集在史密森學會檔案館里，1946年，美國國家博物館館長西奧多·T·貝洛特設立了一個展覽館以紀念四位史密森學會秘書的工作，貝爾德就是其中之一。1992年，貝爾德鳥類學俱樂部成立。

## 命名

### 自然界
- 石首魚的貝氏石首魚屬Bairdiella，由西奧多·吉爾命名於1861年
- Ammodramus bairdii (Audubon, 1844).
- 贝氏喙鲸, Berardius bairdii Stejneger, 1883.
- 黑腰滨鹬, Calidris bairdii Coues, 1861.
- Myiodynastes bairdii  Gambell, 1847.
- 斷線杜父魚, Cottus bairdii Girard, 1850.
- Eunephrops bairdii S. I. Smith, 1885.
- Microspathodon bairdii (Gill, 1862).
- Nezumia bairdii (Goode & Bean, 1877).
- 貝氏美洲咬鵑, Trogon bairdii Lawrence, 1868.
- 雪蟹, Chionoecetes bairdi Rathbun, 1924.
- Pantherophis bairdi (Yarrow, 1880).
- Peromyscus maniculatus bairdii
- 中美貘, Tapirus bairdii (Gill, 1865).
- Campephilus bairdii（現為C. principalis bairdii）Cassin, 1863.
- 斑鳉, Cyprinodon macularius, Girard, 1853.

### 其他
- M.V. Spencer F. Baird, 海洋調查船
- 沙斯塔湖洞穴本來叫做貝爾德洞[30]

## 擴展閱讀
斯賓塞·富勒頓·貝爾德的著作：
- 史密森學會1856年年度報告，“Directions for Collecting, Preserving, and Transporting Specimens of Natural History” p. 235-253.
- 《A History Of North American Birds.》，Spencer Fullerton Baird、Robert Ridgway和Thomas Mayo Brewer著 ISBN 1286040981

關於貝爾德的出版物：
- Dean C. Allard，“Spencer Fullerton Baird and the U. S. Fish Commission: A Study in the History of American Science”，華盛頓：喬治·華盛頓大學（1967年）
- Theodore T. Belote，“The Secretarial Cases”，科學月刊 58 (1946年): 366-370.
- Theodore D.A. Cockerell，“Spencer Fullerton Baird”，大眾科學月刊 68 (1906年): 63-83.
- William Healey Dall，《Spencer Fullerton Baird: a biography, including selections from his correspondence with Audubon, Agassiz, Dana, and others》，費城：J.B. Lippincott Company（1915年）
- G. Brown Goode，《The Published Writings of Spencer Fullerton Baird, 1843-1882》，華盛頓特區：政府印刷局（1883）
- S. Dillon Ripley，“The View From the Castle: Take two freight cars of specimens, add time and energy--eventually you'll get a natural history museum”，“史密森學會” 1.11 (1971): 2.
- Edward F. Rivinus和Elizabeth M. Youssef，《Spencer F. Baird of the Smithsonian》，華盛頓特區：史密森學會出版社（1992）

## 外部連結
- 斯賓塞·F·貝爾德腦中的國家博物館 （页面存档备份，存于） 史密森學會檔案館在線展覽
- 史密森學會的斯賓塞·貝爾德和魚類學，1850-1900 （页面存档备份，存于）來自國家自然歷史博物館
- 美國國家科學院傳記回憶錄 （页面存档备份，存于）